# Česká (železniční zastávka)
Česká je železniční zastávka (dříve též nákladiště) ve stejnojmenné obci v Jihomoravském kraji poblíž Brna. Leží v nadmořské výšce 295 m n. m. na trati z Brna do Havlíčkova Brodu.
Provozovatelem je státní organizace Správa železnic. V zastávce není možno zakoupit jízdenky – obsluha cestujících je zajištěna ve vlaku.